# 2M1207
2M1207 —  коричневий карлик в сузір'ї Гідри, навколо якого обертається екзопланета.
У квітні 2004 група європейських і американських астрономів виявила дуже тьмяний об'єкт поруч з молодим коричневим карликом 2M1207. По інфрачервоному спектру, який містить сліди молекул води, масу об'єкта оцінили в 4 мас Юпітера, що нижче порога горіння дейтерію, що відокремлює планети від коричневих карликів.
Враховуючи співвідношення мас компонентів (1: 5), малоймовірно, що планета сформувалася з протопланетного диска (його залишки були виявлені як у 2M1207, так і пізніше у 2M1207B). Швидше, система утворилася як дуже маломасивних об'єктів як подвійна зірка.

## Зірка
Коричневий карлик типу M8, знаходиться на відстані 170,8 ± 4 світлових років від Сонця в зоряній асоціації TW Гідри. Маса 0024 сонячної. Вік ~ 8 млн років.

## Планета b
Маса в 4 рази перевищує масу Юпітера, відстань від зірки (в проєкції на небесну сферу) 46 ± 5 а. о. Період обертання невідомий, але повинен перевищувати 2450 років.
Можливо, що в найближчому часі статус 2M1207B буде замінений з планети на планемо.